# Moros (Volk)

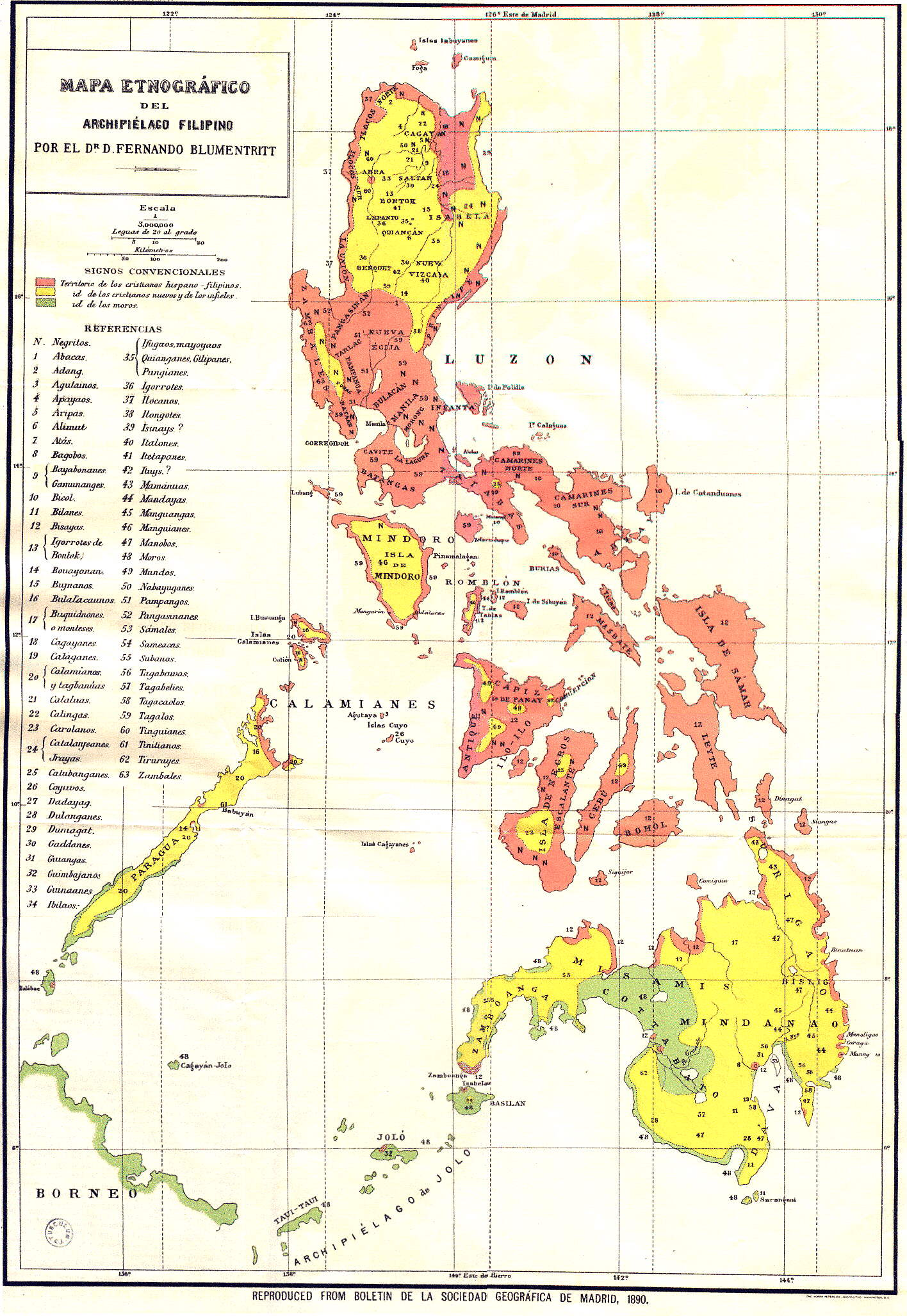
Ethnographische Karte der Philippinen von 1890. Die Gebiete der Moros sind grün unterfärbt.

Die Moros, philippinische Muslime, sind die größte nicht-christliche Gruppe auf den mehrheitlich römisch-katholischen Philippinen und umfassten im Jahre 2005 etwa 5 % der philippinischen Gesamtbevölkerung.
Moros (spanisch für Mauren) war der Namen der ehemaligen spanischen Kolonialherren der Philippinen für die Moslems. Die meisten Moros leben auf den südlichen Philippinen (Mindanao: In der autonomen Region Bangsamoro, dem südlichen Teil Palawans, auf dem Sulu-Archipel) und in Großstädten wie Manila, Cebu und Baguio.

## Geschichte
Der Islam kam im Jahre 1380 durch den Missionar Makdum Karim auf die Philippinen und wurde durch Besuche von muslimischen Malaien auf den Südphilippinen gefestigt. Dort bildeten sich mehrere Sultanate, unter anderem das mächtige Sultanat von Sulu und das Sultanat von Maguindanao.
Auch in Manila gab es bereits eine muslimische Präsenz. Der Fürst von Manila zur Zeit der spanischen Eroberung, Rajah Sulayman, war muslimischen Glaubens. Allerdings wurden alle Teile der Philippinen, bis auf die Gebiete, die die Spanier nicht unter Kontrolle bringen konnten, zum Katholizismus missioniert. So blieb nur der Süden der Philippinen muslimisch, während die Bergstämme der Philippinen bei ihren ethnischen Religionen blieben. 
Erst ab 1902 wurden die Moros durch die USA in einem bis 1913 dauernden Konflikt unter Beteiligung von Veteranen der Bananenkriege unter Kontrolle gebracht. Deshalb sehen sich viele Moros gar nicht als Philippiner, sondern als Angehörige eines eigenständigen Moro-Volkes. Separatistische Gruppen fordern seither die Gründung eines eigenen Landes mit dem Namen Bangsamoro (deutsch: Moroland), teils auch unter weitergehendem Einbezug heutiger außerphilippinischer Gebiete, wie des Einflussbereiches des alten großen Sultanates Brunei auf den Nord- und Ostseiten Borneos (heute malaysisch und das kleine Sultanat Brunei).
Die Zentralregierung von Manila förderte ab den 1920er Jahren die Besiedlung von Mindanao durch christliche Siedler aus Luzón und den Visayas-Inseln. Dies führte zu gegenseitigen Ressentiments und Konflikten, vor allem zwischen Siedlern und einheimischen Muslimen. Ende der 1960er Jahre wurde von Moros die Bewegung Muslim Independence Movement (MIM) ins Leben gerufen, welche die Gründung einer „Islamischen Republik Mindanao, Sulu und Palawan“ forderte. Ab den 1970er Jahren kam es zum bewaffneten Konflikt gegen die Zentralregierung, zunächst durch die etwa zur gleichen Zeit wie die MIM gegründete islamistische Nationale Befreiungsfront der Moros (MNLF). Später entstanden weitere Gruppen wie die Islamische Befreiungsfront der Moros (MILF) und als Abspaltung davon die terroristische Abu Sajaf. Der Konflikt ist bis heute ungelöst, obwohl seit 1990 die vom philippinischen Parlament beschlossene Autonomous Region in Muslim Mindanao („Autonome Region im muslimischen Mindanao“) existiert.

## Zusammensetzung
Die Moros umfassen ungefähr 5 Mio. Menschen, die zu 13 malayo-polynesischen Sprachgruppen gehören, deren Mitglieder überwiegend muslimisch sind. Die größten dieser Gruppen sind die Maguindanaon, die Maranao, die Illanun und die Tausug.